# Bermondsey (stacja metra)
Bermondsey – podziemna stacja metra w Londynie, położona w dzielnicy Southwark, na trasie Jubilee Line. Została otwarta w 1999, zaś jej głównym projektantem był Ian Ritchie. Pierwotnie planowano, by nad stacją stanął biurowiec. Pomysł ten nie został jak dotąd zrealizowany i jej naziemna część ma na razie formę parterowego pawilonu. Perony wyposażono w automatyczne drzwi, które uniemożliwiają wejście na tory, gdy nie stoi na nich pociąg. Ze stacji korzysta rocznie ok. 6,56 mln pasażerów. Należy do drugiej strefy biletowej. 

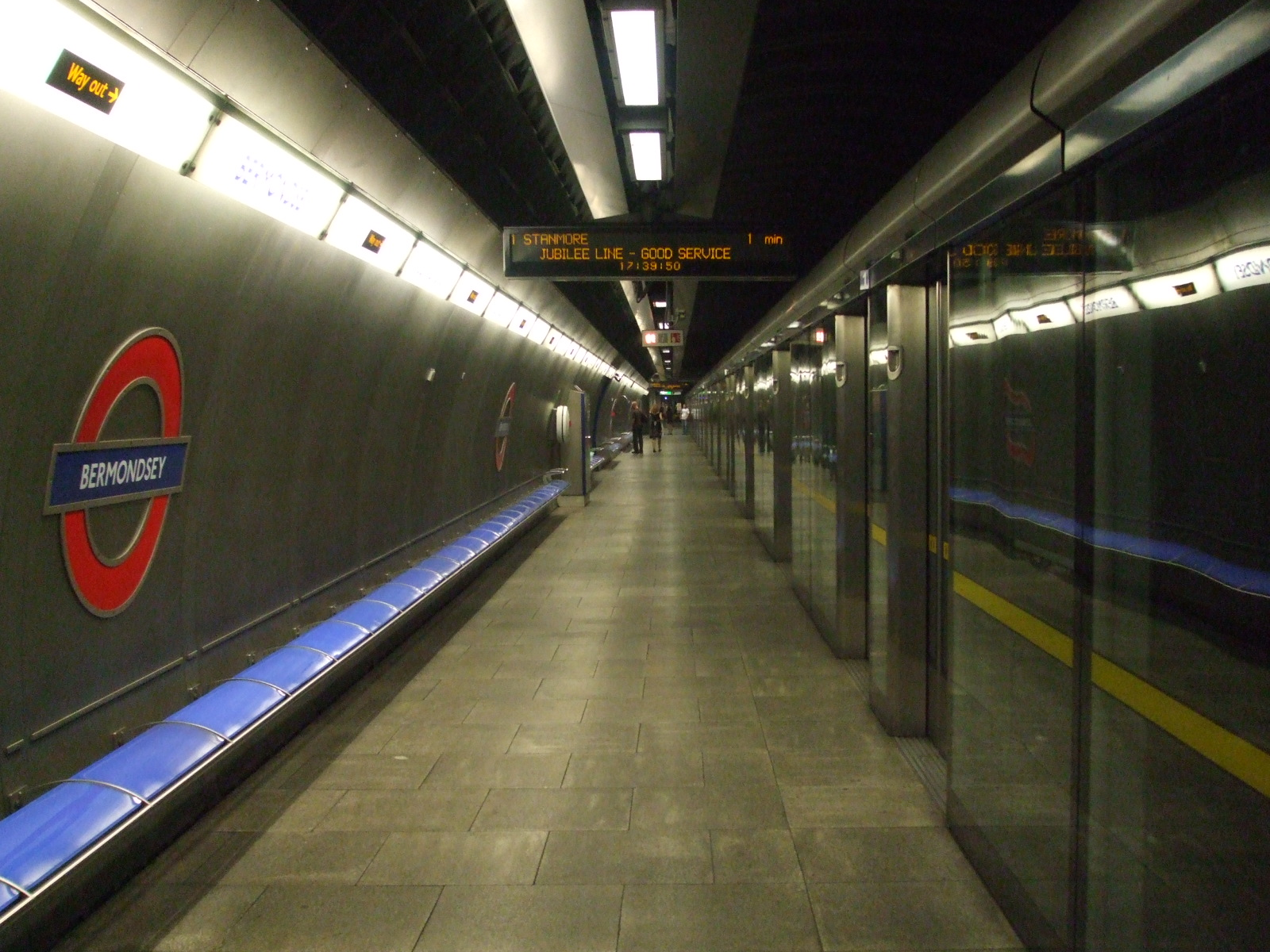
Jeden z peronów